# یواس‌اس دیتون (سی‌ال-۱۰۵)
یواس‌اس دیتون (سی‌ال-۱۰۵) (به انگلیسی: USS Dayton (CL-105)) یک کشتی بود که طول آن ۶۱۰ فوت ۱ اینچ (۱۸۵٫۹۵ متر) بود. این کشتی در سال ۱۹۴۴ ساخته شد.